# ويك أب، غيرلز!
ويك أب، غيرلز! (باليابانية: ウェイク アップ ガールズ، بالروماجي: Ueiku appu gāruzu) (بالإنجليزية: Wake Up, Girls!) هو مسلسل أنمي تلفزيوني من إخراج يوتاكا ياماموتو،  وإنتاج استوديو أورديت وتاتسونكو برودكشن. عرض الأنمي في 11 يناير عام 2014 واستمر عرضه حتى 29 مارس عام 2014، وتكون من 12 حلقة.

## القصة
تدور أحداث القصة عن شركة إنتاج صغيرة تدعى الأوراق الخضراء الترفيهية تقع في سينداي، أكبر مدينة في اليابان. كانت الشركة سابقًا تمتلك العديد من الفنانين والمواهب، لكن الآن ليس لديها أي موهبة، ويخطط رئيس الشركة إلى إنتاج فرقة من المغنيات.

## الشخصيات

### الأوراق الخضراء

#### ويك أب، غيرلز!
مايو شيمادا (باليابانية: 島田 真夢، بالروماجي: Shimada Mayu)
أداء صوتي: مايو يوشيوكا
أيري هاياشيدا (باليابانية: 林田 藍里، بالروماجي: Hayashida Airi)
أداء صوتي: أيري إيندو
مينامي كاتاياما (باليابانية: 片山 実波، بالروماجي: Katayama Minami)
أداء صوتي: مينامي تاناكا
يوشينو ناناسي (باليابانية: 七瀬 佳乃، بالروماجي: Nanase Yoshino)
أداء صوتي: يوشينو أوياما
نانامي هيسامي (باليابانية: 久海 菜々美، بالروماجي: Hisami Nanami)
أداء صوتي: نانامي ياماشيتا
كايا كيكوما (باليابانية: 菊間 夏夜، بالروماجي: Kikuma Kaya)
أداء صوتي: كايا أوكونو
ميو أوماموتو (باليابانية: 岡本 未夕، بالروماجي: Okamoto Miyu)
أداء صوتي: ميو تاماغي

#### الموظفون
كوهي ماتسودا (باليابانية: 松田 耕平، بالروماجي: Matsuda Kōhei)
أداء صوتي: شينتارو أسانوما
جونكو تاناغي (باليابانية: 丹下 順子، بالروماجي: Tange Junko)
أداء صوتي: نوريكو هيداكا

### نادي آي -1
شيهو إيواساكي (باليابانية: 岩崎 志保، بالروماجي: Iwasaki Shiho)
أداء صوتي: يوكا أوتسوبو
ماي كوندو (باليابانية: 近藤 麻衣، بالروماجي: Kondō Mai)
أداء صوتي: إميري كاتو
ميغومي يوشيكاوا' (باليابانية: 吉川 愛، بالروماجي: Yoshikawa Megumi)
أداء صوتي: مينامي تسودا
نانوكا أيزاوا (باليابانية: 相沢 菜野花، بالروماجي: Aizawa Nanoka)
أداء صوتي: كاوري فوكوهارا
موكا سوزوكي (باليابانية: 鈴木 萌歌، بالروماجي: Suzuki Moka)
أداء صوتي: نوزومي ياماموتو
رينا سوزوكي (باليابانية: 鈴木 玲奈، بالروماجي: Suzuki Reina)
أداء صوتي: ساتومي أكيساكا
تينا كوباياكاوا (باليابانية: 小早川 ティナ، بالروماجي: Kobayakawa Tina)
أداء صوتي: كيونو ياسونو
ريكا تاكاشينا (باليابانية: 高科 里佳، بالروماجي: Takashina Rika)
أداء صوتي: رينا أويدا
تورو شيراكي (باليابانية: 白木 徹، بالروماجي: Shiraki Tōru)
أداء صوتي: ميتسورو مياموتو
تاسوكو هاياساكا (باليابانية: 早坂 相، بالروماجي: Hayasaka Tasuku)
أداء صوتي: كينيتشي سوزومورا

### شخصيات أخرى
كارينا
أداء صوتي: هاروكا توماتسو
آنا
أداء صوتي: كانا هانازاوا
كونيوشي أوتا (باليابانية: 大田 邦良، بالروماجي: Ōta Kuniyoshi)
أداء صوتي: هيرو شيمونو

## وصلات خارجية
- الموقع الرسمي (باليابانية)
- موقع الأنمي الرسمي (باليابانية)
- ويك أب، غيرلز! على موقع تلفزيون طوكيو (باليابانية)
- Official social game website (باليابانية)
- ويك أب، غيرلز! على موقع IMDb (الإنجليزية)
- ويك أب، غيرلز! على موقع كينوبويسك (الروسية)
- ويك أب، غيرلز! على موقع قاعدة بيانات الفيلم (الإنجليزية)
- ويك أب، غيرلز! على موقع ANN anime (الإنجليزية)